# Chapelle impériale d'Ajaccio
La chapelle palatine, plus connue sous le nom de chapelle impériale, est une église d'Ajaccio en Corse.

## Histoire
Datant de 1859, elle est érigée à la demande de Napoléon III souhaitant respecter les dernières volontés du cardinal Fesch qui y est inhumé ainsi que plusieurs membres de la famille Bonaparte dont Marie Letizia Bonaparte dès 1860, ainsi que Charles Bonaparte en 1951, respectivement parents et grands-parents de Napoléon Ier et Napoléon III. 
Propriété de l'État, elle est classée aux Monuments historiques depuis le 22 juillet 1924.
À l'occasion du bicentenaire de la mort de Napoléon Ier en octobre 2021, la Chapelle impériale a été exceptionnellement ouverte pour des visites guidées.

## Description
L'église est construite en pierre de Saint-Florent dans un style néo-renaissance dans une forme de croix latine, sur les plans d'Alexis Paccard, architecte de la couronne et bâtie par l'architecte Jean Caseneuve, premier inspecteur du palais de Fontainebleau. Elle jouxte le Palais Fesch, construit vingt ans plus tôt et dont elle forme l'aile Sud. 

## Nécropole
Plusieurs personnalités de la famille impériale reposent dans la chapelle et la crypte :
- Charles Bonaparte (1746-1785), père de Napoléon Ier, transféré en 1951.
- Letizia Bonaparte, Madame Mère (1750-1836), mère de Napoléon Ier
- Joseph Fesch (1763-1839), cardinal, oncle de Napoléon Ier
- Charles-Lucien Bonaparte (1803-1857)
- Louis-Lucien Bonaparte (1813-1891)
- Napoléon-Charles Bonaparte (1839-1899)
- Zénaïde Bonaparte, fils du précédent (1860–1862)
- Victor Napoléon (1862-1926)
- Clémentine de Belgique (1872-1955), épouse de Victor Napoléon
- Louis Napoléon (1914-1997), fils de Victor Napoléon